# Achaeus superciliaris
Achaeus superciliaris is een krabbensoort uit de familie van de Inachidae. De wetenschappelijke naam van de soort is voor het eerst geldig gepubliceerd in 1893 door Ortmann.